# Tala Huasi
Tala Huasi es una comuna situada en el departamento Punilla, provincia de Córdoba, Argentina.

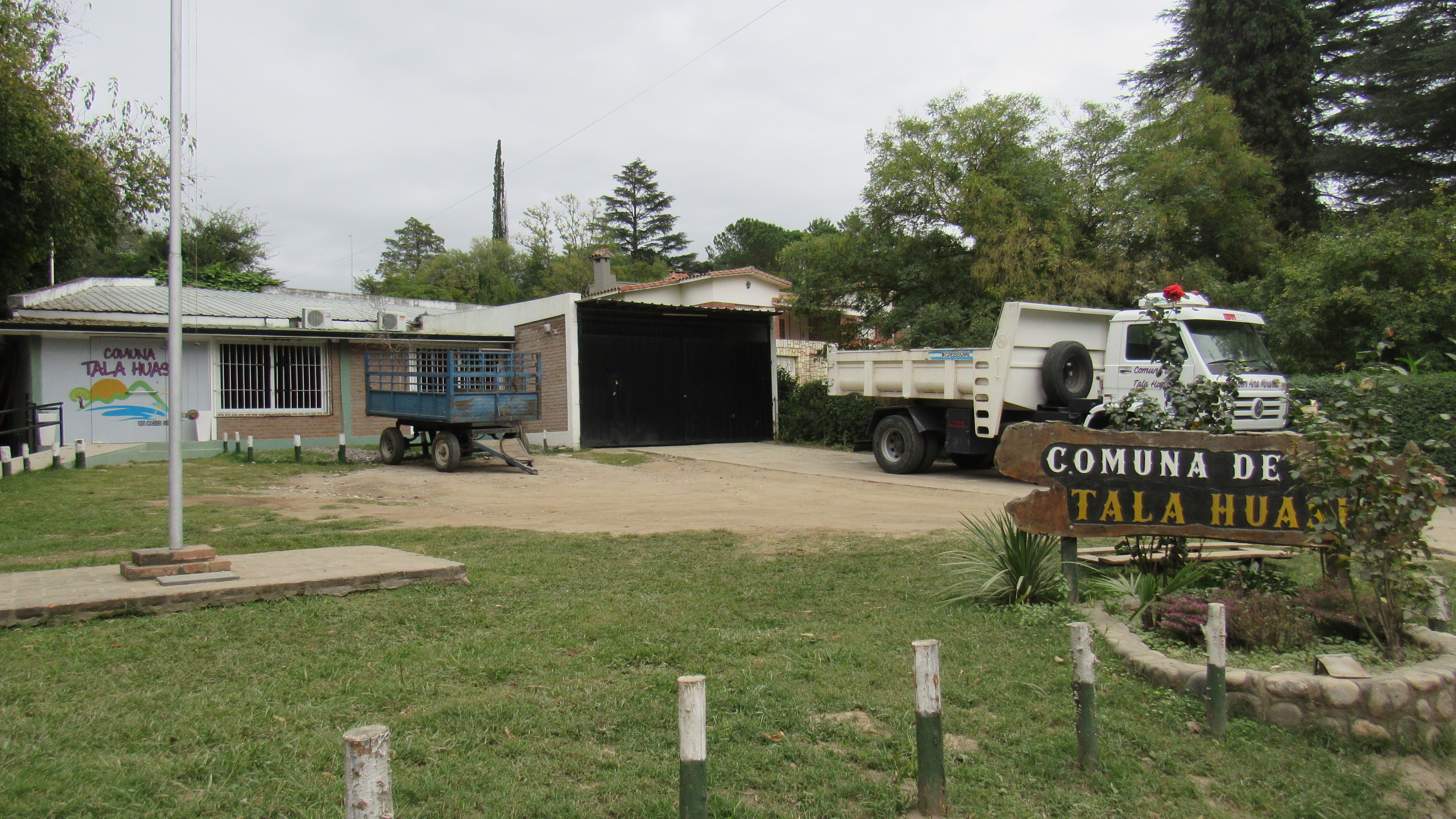
Comuna de Tala Huasi

Se encuentra ubicada sobre el turístico Río San Antonio. La localidad no cuenta con ferrocarril como tantas otras comunas del valle de Punilla ni con acceso directo a rutas, para acceder a la misma hay que atravesar el puente que la une con Villa Icho Cruz cercana a esta se encuentra la comuna de Mayu Sumaj que está situada en el margen de la ruta provincial N.º 14, situada a 35 km de la capital provincial y a 14 km de Villa Carlos Paz.

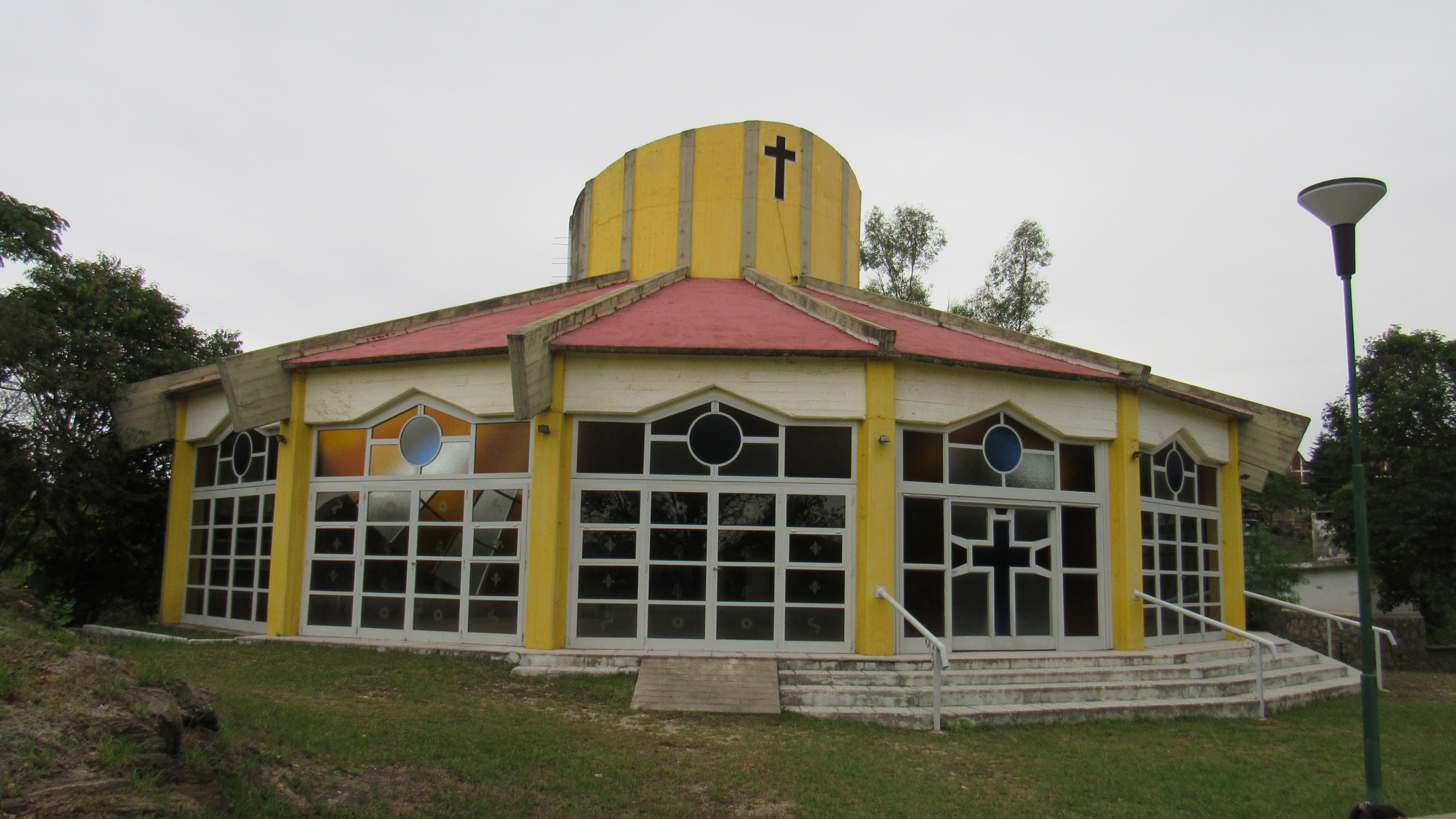
Capilla María Reina de la Paz

La principal actividad económica es el turismo. En la comuna existen playas de fina arena blanca sobre el Río San Antonio, que consisten la principal atracción turística.

## Toponimia
Su nombre proviene de la unión de un término español (Tala), con otro quechua (Huasi), por lo que su significado se traduce como "Casa del tala".

## Geografía

### Población
Cuenta con 200 habitantes (Indec, 2022), lo que representa un incremento del 35% frente a los 131 habitantes (Indec, 2010) del censo anterior. Integra del aglomerado denominado Villa Carlos Paz - San Antonio de Arredondo - Villa Río Icho Cruz que cuenta con una población de 69,840 habitantes (Indec, 2010).
| Gráfica de evolución demográfica de Tala Huasi entre 1991 y 2022 |
|                                                                  |
| Fuente: Censos nacionales del INDEC                              |

### Sismicidad
La sismicidad de la región de Córdoba es frecuente y de intensidad baja, y un silencio sísmico de terremotos medios a graves cada 30 años en áreas aleatorias. Sus últimas expresiones se produjeron:
- 22 de septiembre de 1908 (116 años), a las 17.00 UTC-3, con 6,5 Richter, escala de Mercalli VII; ubicación 30°30′0″S 64°30′0″O / -30.50000, -64.50000; profundidad: 100 km; produjo daños en Deán Funes, Cruz del Eje y Soto, provincia de Córdoba, y en el sur de las provincias de Santiago del Estero, La Rioja y Catamarca[3]

- 16 de enero de 1947 (78 años), a las 2.37 UTC-3, con una magnitud aproximadamente de 5,5 en la escala de Richter (terremoto de Córdoba de 1947)[2]

- 28 de marzo de 1955 (70 años), a las 6.20 UTC-3 con 6,9 Richter: además de la gravedad física del fenómeno se unió el desconocimiento absoluto de la población a estos eventos recurrentes (terremoto de Villa Giardino de 1955)

- 7 de septiembre de 2004 (20 años), a las 8.53 UTC-3 con 4,1 Richter

- 25 de diciembre de 2009 (15 años), a las 21.42 UTC-3 con 4,0 Richter